# Raymond Diocrès

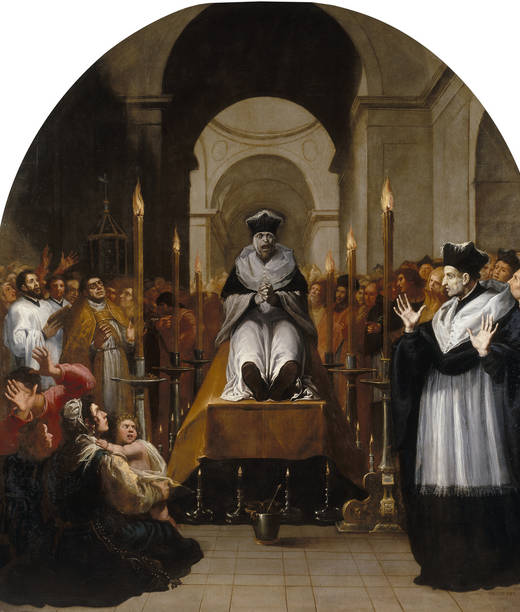
Vicente Carducho: A conversão de São Bruno diante do cadáver de Diocrès (1626-1632). Mosteiro del Paular.

Raymond Diocrès era um professor da Universidade de Paris,  que morreu em 1084. 
O episódio mais famoso de Diocrès, recriado em diferentes obras artísticas, foi o seu funeral, no qual ressuscitou brevemente para garantir que Deus o havia julgado e condenado. Um de seus alunos, Bruno de Colônia, assistiu a tal milagre e decidiu deixar a vida civil e ingressar como monge. 
As aulas de Diocrès e seu funeral estão entre as cenas iluminadas em Les très riches heures du duc de Berry. Pintores como Vicente Carducho, Gregorio Bausá ou Eustache Le Sueur  também recriaram cenas de sua vida, especialmente aquelas relacionadas à vocação de São Bruno.